# 古今韻会挙要
『古今韻会挙要』（こきんいんかいきょよう）は、元代に編纂された韻書の一つ。元代の大徳元年（1297年）、先行する黄公紹の『古今韻会』（現存せず）に対して同郷の熊忠が作ったダイジェスト版である。『康熙字典』などに引用されるときは『韻会』と略される。
劉淵『壬子新刊礼部韻略』の107韻（平水韻106韻に拯韻が多い）を採っている。しかしながら、韻目間を超えた「字母韻」というも設けられ、実質的に当時の音韻が反映させられている。また同韻内の声母が七音と清濁の順に並べられるといった韻図の方法が採られていた。注に多数の典拠を有し、収録字に対してこれまでの字書や韻書の注をまとめてみることができるといった利便性を備えていた。